# Olympische Sommerspiele 2008/Leichtathletik – Hammerwurf (Frauen)

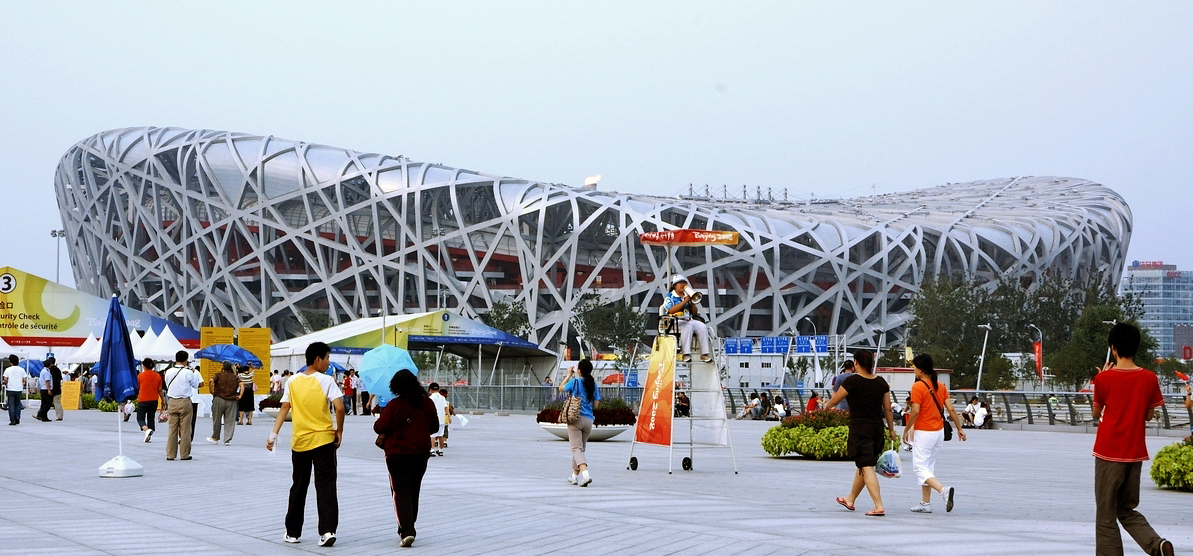
Das Vogelnest – Olympiastadion von Peking

Der Hammerwurf der Frauen bei den Olympischen Spielen 2008 in Peking wurde am 18. und 20. August 2008 ausgetragen. Fünfzig Athletinnen nahmen teil.
Olympiasiegerin wurde die Kubanerin Yipsi Moreno. Silber ging an die Chinesin Zhang Wenxiu, Bronze gewann Manuela Montebrun aus Frankreich.

## Aktuelle Titelträgerinnen
| Olympiasiegerin 2004                       | Olga Kusenkowa ( Russland)           | 75,02 m | Athen 2004          |
| Weltmeisterin 2007                         | Betty Heidler ( Deutschland)         | 74,76 m | Ōsaka 2007          |
| Europameisterin 2006                       | Tatjana Lyssenko ( Russland)         | 76,67 m | Göteborg 2006       |
| Panamerikanische Meisterin 2007            | Yipsi Moreno ( Kuba)                 | 75,20 m | Rio de Janeiro 2007 |
| Zentralamerika- und Karibik-Meisterin 2008 | Candice Scott ( Trinidad und Tobago) | 69,26 m | Cali 2008           |
| Südamerika-Meisterin 2007                  | Johana Moreno ( Kolumbien)           | 61,93 m | São Paulo 2007      |
| Asienmeisterin 2007                        | Liao Xiaoyan ( Volksrepublik China)  | 60,58 m | Amman 2007          |
| Afrikameisterin 2004                       | Marwa Hussein ( Ägypten)             | 62,26 m | Addis Abeba 2008    |
| Ozeanienmeisterin 2008                     | Kelly Humphries ( Australien)        | 45,57 m | Saipan 2008         |

## Rekorde

### Bestehende Rekorde
| Weltrekord         | 77,80 m | Tatjana Lyssenko ( Russland) | Tallinn, Estland              | 15. August 2006 |
| Olympischer Rekord | 75,02 m | Olga Kusenkowa ( Russland)   | Finale OS Athen, Griechenland | 25. August 2004 |

### Rekordverbesserung
Die kubanische Olympiasiegerin Yipsi Moreno verbesserte den bestehenden olympischen Rekord im Finale am 20. August um achtzehn Zentimeter auf 75,20 m. Den Weltrekord verfehlte sie damit um 2,60 m.

## Doping
Wie bei allen Stoß- und Wurfdisziplinen der Frauen bei diesen Spielen gab es auch im Hammerwurf Dopingfälle. Betroffen waren zwei Athletinnen, die beide aus Belarus kamen.
- Aksana Mjankowa – zunächst Erste. Sie wurde 2016 des Dopingmissbrauchs überführt und disqualifiziert. Die Goldmedaille wurde ihr aberkannt.[6]
- Darja Ptschelnik – zunächst Vierte bzw. Dritte nach Mjankowas Disqualifikation. Auch ihr wurde 2016 bei Nachkontrollen der Einsatz verbotener Mittel nachgewiesen, sie wurde disqualifiziert. Ihre Bronzemedaille musste sie abgeben. Die im Finale nach den Dopingsünderinnen platzierten Sportlerinnen rückten in der offiziellen Wertung jeweils einen Platz bzw. zwei Plätze nach vorne.[7]

Betroffen von diesem Betrug waren fünf Athletinnen:
- Manuela Montebrun, Frankreich – Sie erhielt acht Jahre nach diesem Wettbewerb ihre Bronzemedaille, musste also über einen langen Zeitraum davon ausgehen, medaillenlos geblieben zu sein. Außerdem konnte sie nicht an der Siegerehrung teilnehmen.
- Betty Heidler, Deutschland – Ihr hätten auf Rang sieben im Finale drei weitere Versuche zugestanden.
- Jelena Priyma, Russland – Ihr hätten auf Rang acht im Finale drei weitere Versuche zugestanden.
- Maryia Smaliachkova, Belarus – Sie wäre über ihre Platzierung im Finale startberechtigt gewesen.
- Stéphanie Falzon, Frankreich – Sie wäre über ihre Platzierung im Finale startberechtigt gewesen.

## Legende
Kurze Übersicht zur Bedeutung der Symbolik – so üblicherweise auch in sonstigen Veröffentlichungen verwendet:
| – | verzichtet |
| x | ungültig   |

## Qualifikation
Sieben Athletinnen (hellblau unterlegt) übertrafen die direkte Finalqualifikationsweite von 71,50 m. Damit war die Mindestanzahl von zwölf Finalteilnehmerinnen nicht erreicht und das Finalfeld wurde mit den fünf nächstbesten Starterinnen beider Gruppen (hellgrün unterlegt) auf zwölf Wettbewerberinnen aufgefüllt. So mussten schließlich 69,36 m für die Finalteilnahme erbracht werden. Zu den fünf über ihre Platzierung für das Finale qualifizierten Werferinnen gehörten auch die Dopingbetrügerinnen Darja Ptschelnik und Aksana Mjankowa, sodass schließlich nur zehn Athletinnen in die Finalwertung kamen.

### Gruppe A

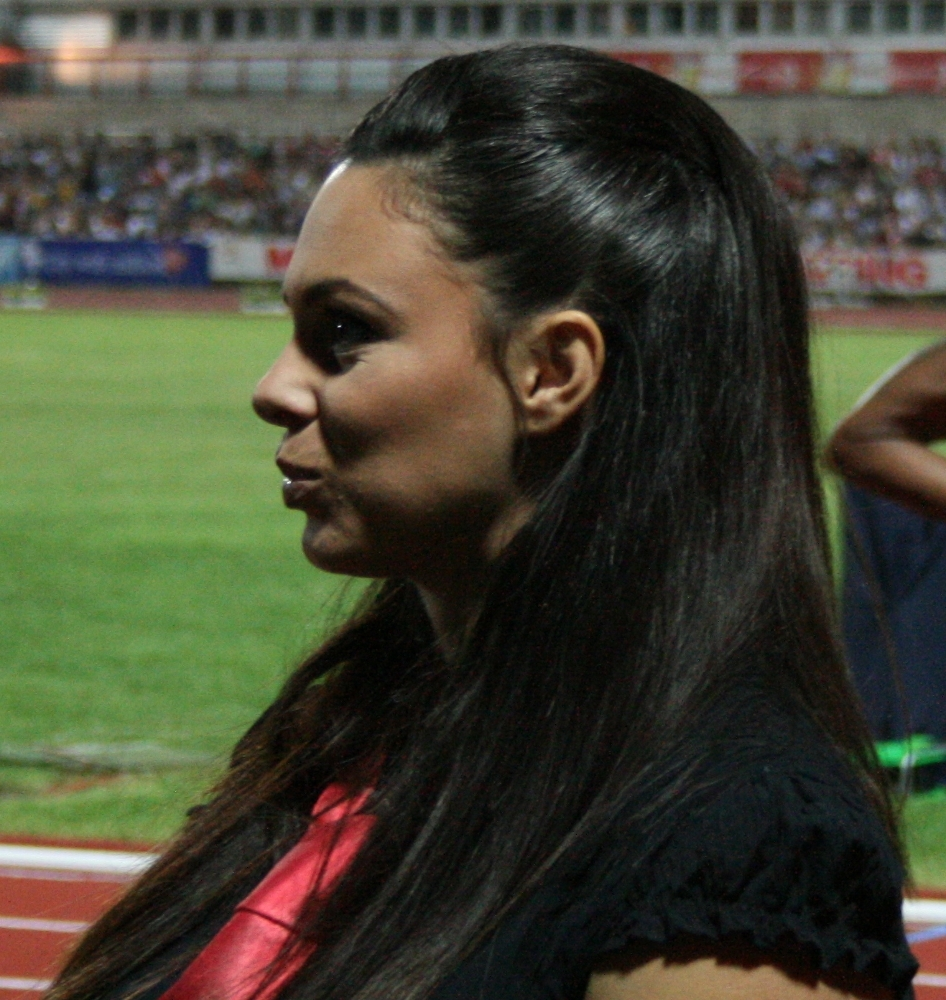
Ivana Brkljačić – ausgeschieden mit 68,38 m

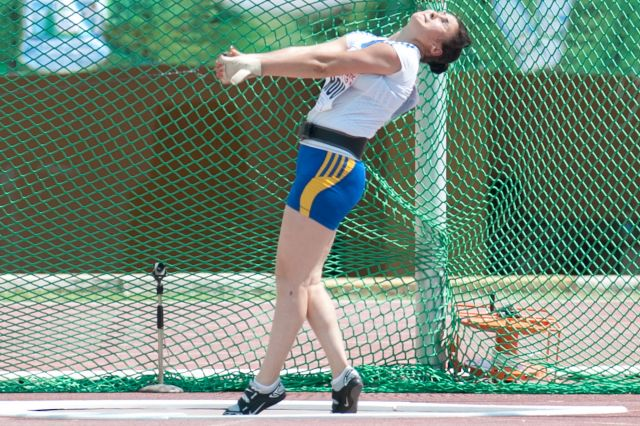
Bianca Perie – ausgeschieden mit 68,21 m

18. August 2008, 9:10 Uhr
| Platz | Name                  | Nation              | 1. Versuch | 2. Versuch | 3. Versuch | Weite   | Anmerkung                               |
| ----- | --------------------- | ------------------- | ---------- | ---------- | ---------- | ------- | --------------------------------------- |
| 1     | Yipsi Moreno          | Kuba                | 71,31 m    | x          | 73,92 m    | 73,92 m |                                         |
| 2     | Martina Hrašnová      | Slowakei            | 70,03 m    | x          | 72,87 m    | 72,87 m |                                         |
| 3     | Anita Włodarczyk      | Polen               | 71,76 m    | -          | -          | 71,76 m |                                         |
| 4     | Betty Heidler         | Deutschland         | 66,28 m    | 71,51 m    | -          | 71,51 m |                                         |
| 5     | Stiliani Papadopoulou | Griechenland        | 66,68 m    | 69,36 m    | 69,29 m    | 69,36 m |                                         |
| 6     | Maryia Smaliachkova   | Belarus             | x          | 69,22 m    | x          | 69,22 m | eigentlich für das Finale qualifiziert  |
| 7     | Stéphanie Falzon      | Frankreich          | x          | 68,93 m    | x          | 68,93 m | eigentlich für das Finale qualifiziert  |
| 8     | Ivana Brkljačić       | Kroatien            | 66,54 m    | x          | 68,38 m    | 68,38 m |                                         |
| 9     | Bianca Perie          | Rumänien            | 68,21 m    | 66,29 m    | x          | 68,21 m |                                         |
| 10    | Iryna Nowoschylowa    | Ukraine             | 67,36 m    | x          | 68,11 m    | 68,11 m |                                         |
| 11    | Anna Bulgakowa        | Russland            | x          | 68,04 m    | x          | 68,04 m |                                         |
| 12    | Jelena Konewzewa      | Russland            | 66,81 m    | 67,83 m    | x          | 67,83 m |                                         |
| 13    | Inna Sayenko          | Ukraine             | x          | 66,92 m    | x          | 66,92 m |                                         |
| 14    | Merja Korpela         | Finnland            | 62,70 m    | 65,76 m    | 66,29 m    | 66,29 m |                                         |
| 15    | Wang Zheng            | Volksrepublik China | 65,64 m    | 61,36 m    | x          | 65,64 m |                                         |
| 16    | Sultana Frizell       | Kanada              | x          | 60,43 m    | 65,44 m    | 65,44 m |                                         |
| 17    | Éva Orbán             | Ungarn              | 65,01 m    | x          | 65,41 m    | 65,41 m |                                         |
| 18    | Zoe Derham            | Großbritannien      | 64,74 m    | 64,61 m    | 64,57 m    | 64,74 m |                                         |
| 19    | Zalina Marghieva      | Moldau              | x          | 64,20 m    | x          | 64,20 m |                                         |
| 20    | Loree Smith           | USA                 | 62,25 m    | 62,33 m    | 63,60 m    | 63,60 m |                                         |
| 21    | Silvia Salis          | Italien             | x          | x          | 62,28 m    | 62,28 m |                                         |
| 22    | Vânia Silva           | Portugal            | x          | 58,10 m    | 59,42 m    | 59,42 m |                                         |
| 23    | Galina Mitjajewa      | Tadschikistan       | x          | 48,49 m    | 51,48 m    | 51,48 m |                                         |
| NM    | Jessica Cosby         | USA                 | x          | x          | x          | ogV     |                                         |
| DOP   | Darja Ptschelnik      | Belarus             | 69,43 m    | 71,30 m    | 69,24 m    | 71,30 m | im Finale dabei, später disqualifiziert |

Weitere in Qualifikationsgruppe A ausgeschiedene Hammerwerferinnen:

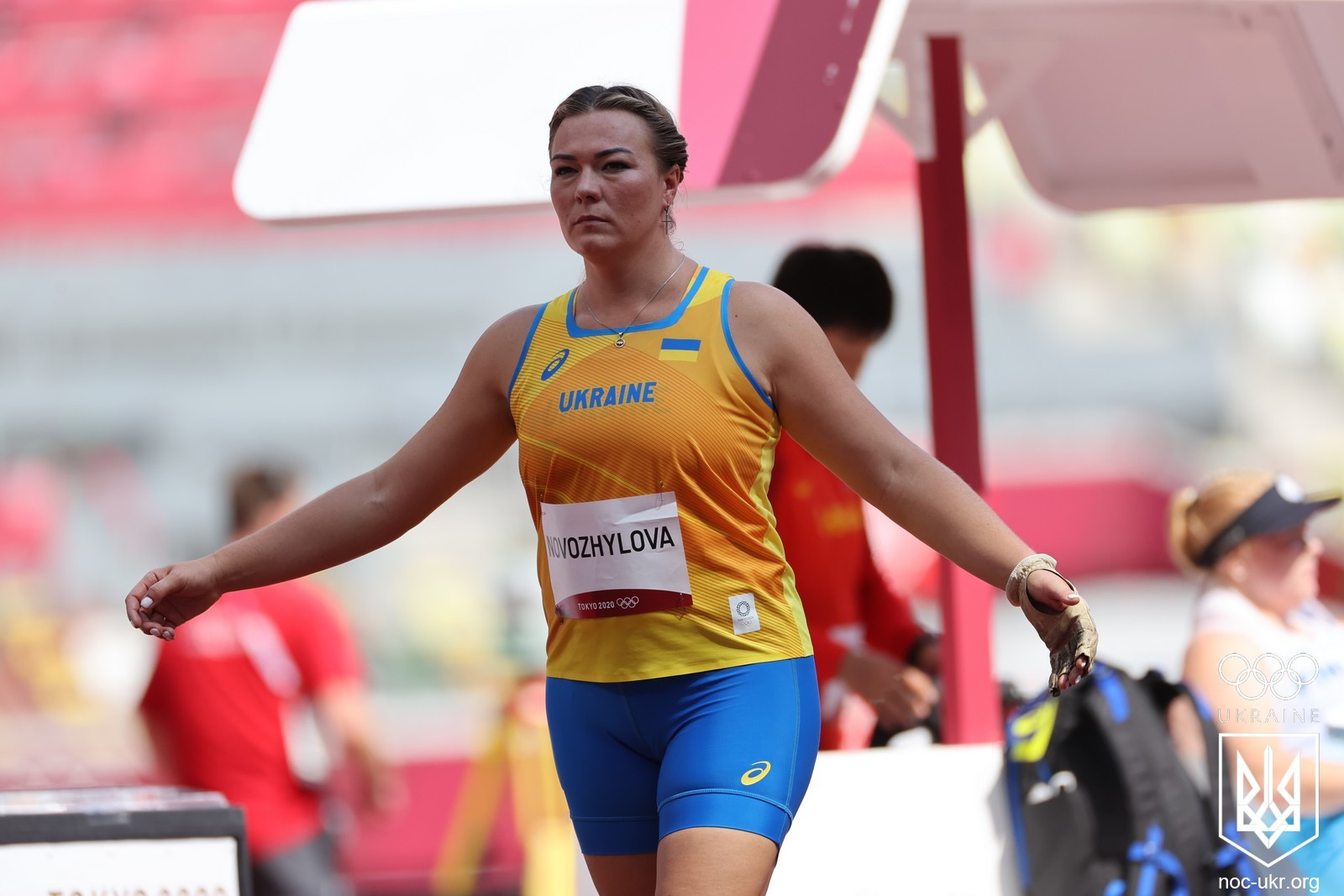
Inna Sayenko – 66,92 m
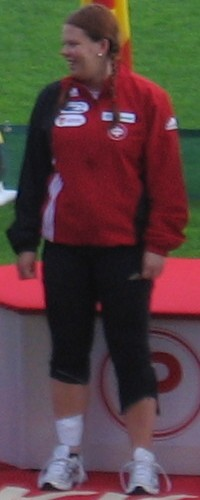
Merja Korpela – 66,29 m
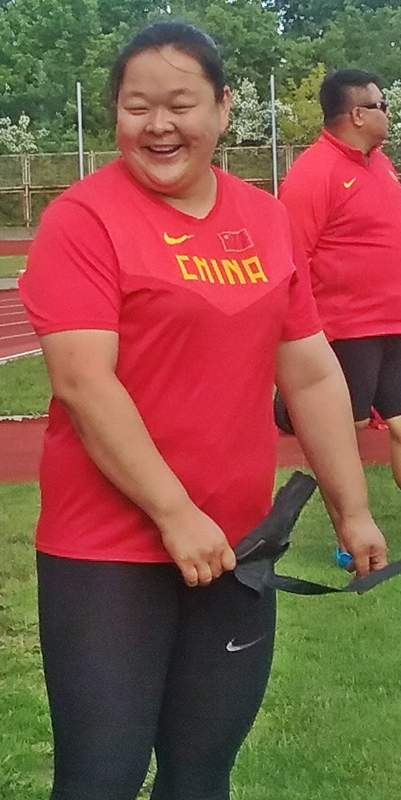
Wang Zheng – 65,64 m
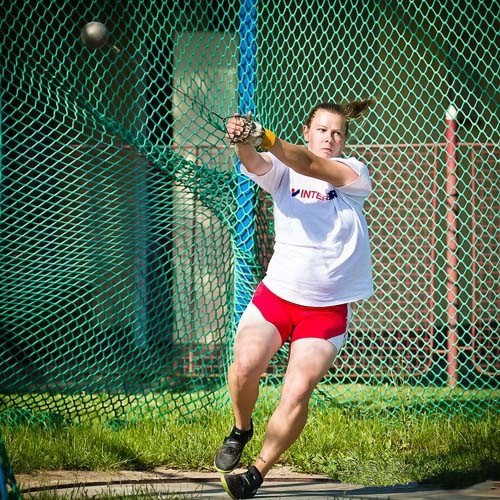
Éva Orbán – 65,41 m
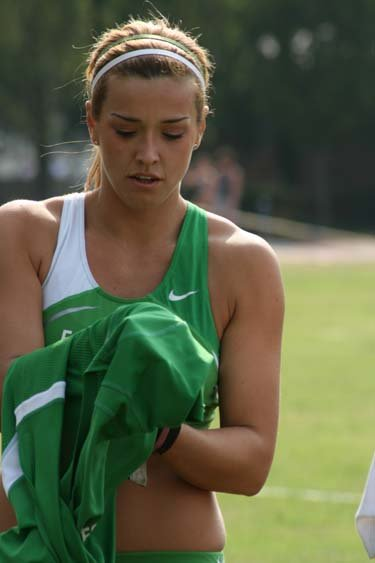
Silvia Salis – 62,28 m

### Gruppe B

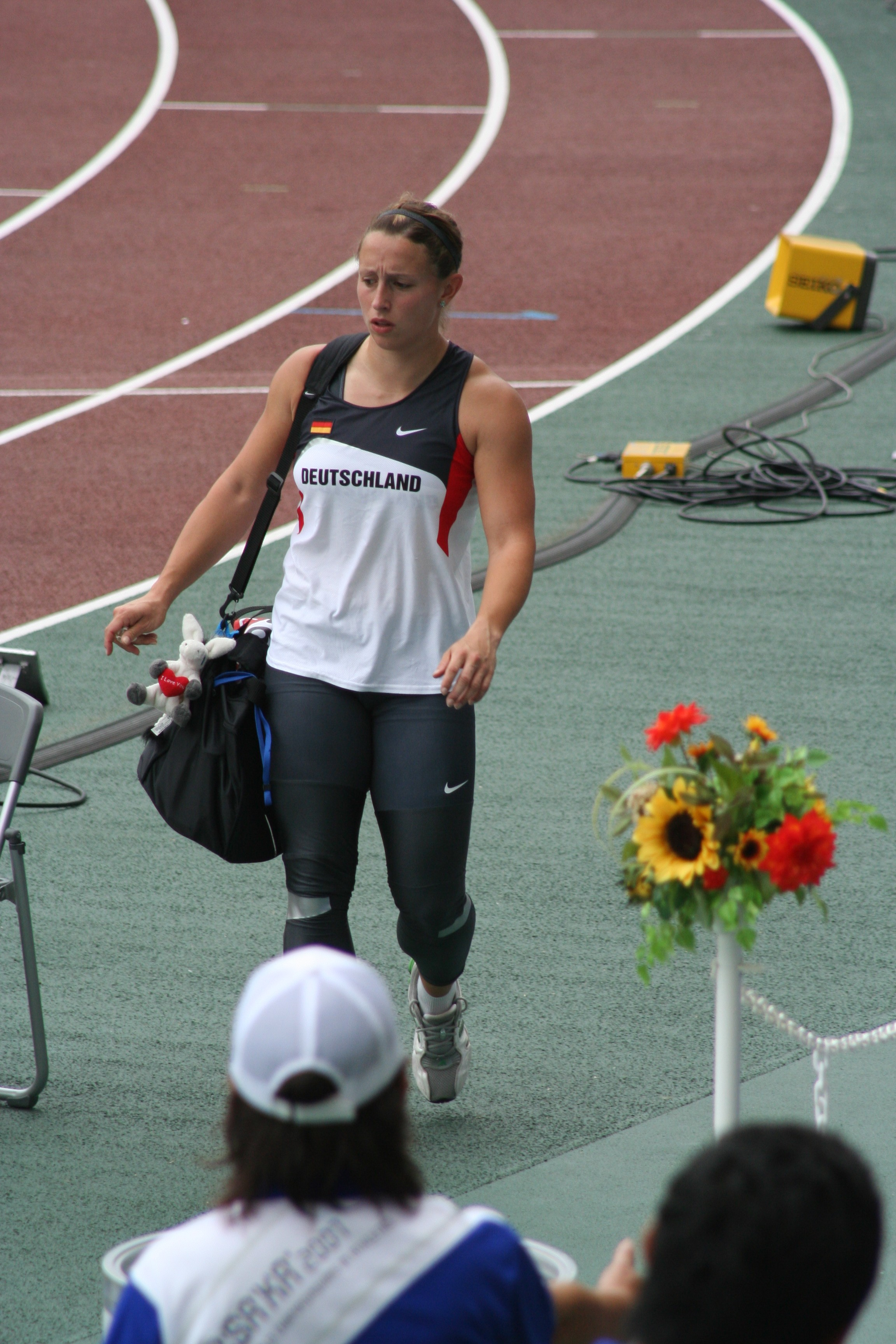
Kathrin Klaas – ausgeschieden mit 67,54 m

18. August 2008, 10:50 Uhr
| Platz | Name                   | Nation              | 1. Versuch | 2. Versuch | 3. Versuch | Weite   | Anmerkung                               |
| ----- | ---------------------- | ------------------- | ---------- | ---------- | ---------- | ------- | --------------------------------------- |
| 1     | Zhang Wenxiu           | Volksrepublik China | 73,36 m    | -          | -          | 73,36 m |                                         |
| 2     | Manuela Montebrun      | Frankreich          | 69,80 m    | 69,86 m    | 72,81 m    | 72,81 m |                                         |
| 3     | Clarissa Claretti      | Italien             | 67,15 m    | 71,82 m    | -          | 71,82 m |                                         |
| 4     | Jelena Priyma          | Russland            | 70,69 m    | 69,79 m    | 65,64 m    | 70,69 m |                                         |
| 5     | Kamila Skolimowska     | Polen               | 65,79 m    | 69,79 m    | 67,01 m    | 69,79 m |                                         |
| 6     | Arasay Thondike        | Kuba                | x          | 66,68 m    | 68,74 m    | 68,74 m |                                         |
| 7     | Sviatlana Sudak        | Türkei              | 68,22 m    | 67,36 m    | 67,18 m    | 68,22 m |                                         |
| 8     | Amber Campbell         | USA                 | 67,68 m    | x          | x          | 67,68 m |                                         |
| 9     | Eileen O'Keeffe        | Irland              | 62,53 m    | 62,05 m    | 67,66 m    | 67,66 m |                                         |
| 10    | Kathrin Klaas          | Deutschland         | 66,39 m    | 67,54 m    | 66,95 m    | 67,54 m |                                         |
| 11    | Iryna Sekatschowa      | Ukraine             | 62,83 m    | x          | 67,47 m    | 67,47 m |                                         |
| 12    | Lenka Ledvinová        | Tschechien          | 65,98 m    | 65,23 m    | 67,17 m    | 67,17 m |                                         |
| 13    | Alexandra Papageorgiou | Griechenland        | 66,72 m    | 65,73 m    | x          | 66,72 m |                                         |
| 14    | Jennifer Dahlgren      | Argentinien         | 58,60 m    | x          | 66,35 m    | 66,35 m |                                         |
| 15    | Yunaika Crawford       | Kuba                | 66,16 m    | 65,00 m    | 64,08 m    | 66,16 m |                                         |
| 16    | Johana Moreno          | Kolumbien           | x          | 64,31 m    | 64,66 m    | 64,66 m |                                         |
| 17    | Małgorzata Zadura      | Polen               | 63,35 m    | 64,13 m    | x          | 64,13 m |                                         |
| 18    | Candice Scott          | Trinidad und Tobago | 63,03 m    | 62,53 m    | x          | 63,03 m |                                         |
| 19    | Berta Castells         | Spanien             | 62,44 m    | 61,76 m    | x          | 62,44 m |                                         |
| 20    | Marina Marghieva       | Moldau              | 61,03 m    | x          | 62,12 m    | 62,12 m |                                         |
| 21    | Paraskevi Theodorou    | Zypern              | x          | 61,00 m    | x          | 61,00 m |                                         |
| 22    | Sanja Gavrilović       | Kroatien            | 60,55 m    | 60,37 m    | 60,36 m    | 60,55 m |                                         |
| NM    | Amélie Perrin          | Frankreich          | x          | x          | x          | ogV     |                                         |
| NM    | Georgina Toth          | Kamerun             | x          | x          | x          | ogV     |                                         |
| DOP   | Aksana Mjankowa        | Belarus             | 62,95 m    | 65,55 m    | 69,77 m    | 69,77 m | im Finale dabei, später disqualifiziert |

Weitere in Qualifikationsgruppe B ausgeschiedene Hammerwerferinnen:

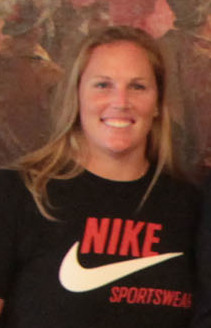
Jennifer Dahlgren – 66,35 m
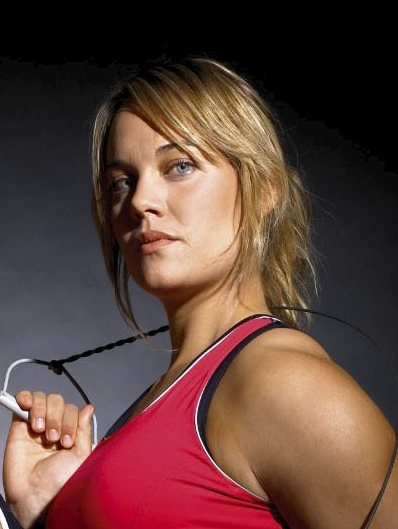
Berta Castells – 62,44 m

## Finale
20. August 2008, 19:20 Uhr
| Platz | Name                  | Nation              | 1. Versuch | 2. Versuch | 3. Versuch | 4. Versuch                                             | 5. Versuch                                             | 6. Versuch                                             | Endresultat | Anmerkung                        |
| ----- | --------------------- | ------------------- | ---------- | ---------- | ---------- | ------------------------------------------------------ | ------------------------------------------------------ | ------------------------------------------------------ | ----------- | -------------------------------- |
| 1     | Yipsi Moreno          | Kuba                | x          | 73,95 m    | 72,61 m    | x                                                      | 74,70 m                                                | 75,20 m                                                | 75,20 m     | OR                               |
| 2     | Zhang Wenxiu          | Volksrepublik China | 74,00 m    | 74,32 m    | 73,40 m    | 73,50 m                                                | 70,75 m                                                | 73,53 m                                                | 74,32 m     |                                  |
| 3     | Manuela Montebrun     | Frankreich          | 67,63 m    | 70,55 m    | 70,01 m    | 72,54 m                                                | 71,92 m                                                | 70,63 m                                                | 72,54 m     |                                  |
| 4     | Anita Włodarczyk      | Polen               | 69,39 m    | x          | 71,56 m    | 70,86 m                                                | x                                                      | x                                                      | 71,56 m     |                                  |
| 5     | Clarissa Claretti     | Italien             | x          | 71,33 m    | x          | x                                                      | x                                                      | x                                                      | 71,33 m     |                                  |
| 6     | Martina Hrašnová      | Slowakei            | 60,28 m    | x          | 71,00 m    | x                                                      | 70,19 m                                                | x                                                      | 71,00 m     |                                  |
|       |                       |                     |            |            |            |                                                        |                                                        |                                                        |             |                                  |
| 7     | Betty Heidler         | Deutschland         | x          | x          | 70,06 m    | eigentlich für das Finale der besten Acht qualifiziert | eigentlich für das Finale der besten Acht qualifiziert | eigentlich für das Finale der besten Acht qualifiziert | 70,06 m     |                                  |
| 8     | Jelena Priyma         | Russland            | 68,19 m    | 69,72 m    | 67,33 m    | eigentlich für das Finale der besten Acht qualifiziert | eigentlich für das Finale der besten Acht qualifiziert | eigentlich für das Finale der besten Acht qualifiziert | 69,72 m     |                                  |
| 9     | Stiliani Papadopoulou | Griechenland        | x          | x          | 64,97 m    | nicht im Finale der besten acht Werferinnen            | nicht im Finale der besten acht Werferinnen            | nicht im Finale der besten acht Werferinnen            | 64,97 m     |                                  |
| NM    | Kamila Skolimowska    | Polen               | x          | x          | x          | nicht im Finale der besten acht Werferinnen            | nicht im Finale der besten acht Werferinnen            | nicht im Finale der besten acht Werferinnen            | ogV         |                                  |
| DOP   | Aksana Mjankowa       | Belarus             | 74,40 m    | x          | 72,23 m    | x                                                      | 76,34 m                                                | 51,72 m                                                | 76,34 m     | disqualifiziert nach acht Jahren |
| DOP   | Darja Ptschelnik      | Belarus             | 69,10 m    | 72,46 m    | 72,82 m    | 71,00 m                                                | 72,83 m                                                | 73,65 m                                                | 73,65 m     | disqualifiziert nach acht Jahren |

Für das Finale hatten sich zwölf Athletinnen qualifiziert, sieben von ihnen über die Qualifikationsweite, weitere fünf über ihre Platzierungen. Vertreten waren je zwei Polinnen und Belarussinnen sowie je eine Teilnehmerin aus China, Deutschland, Frankreich, Griechenland, Italien, Kuba, Russland und der Slowakei. Unter ihnen waren die beiden Belarussinnen Aksana Mjankowa und Darja Ptschelnik, die im Jahre 2016 wegen Dopingmissbrauchs disqualifiziert wurden.
Auch bei der Nennung der Favoritinnen stößt man unumgänglich auf eine Dopingsünderin. Es handelt sich um die russische Weltrekordlerin Tatjana Lyssenko, die im Mai 2007 positiv getestet und nach Verzicht der B-Proben-Öffnung eine zweijährige Sperre erhielt, sodass sie hier nicht starten durfte. Ihre zuletzt erzielte Bestmarke wurde annulliert, ihr Weltrekord aus dem Jahre 2006 blieb jedoch bestehen. Aber es gab auch ohne gedopte Athletinnen weitere hochkarätige Teilnehmerinnen an diesem Wettbewerb. Dazu zählten insbesondere die Olympiasiegerin von 2004, Weltmeisterin von 2005 und Vizeweltmeisterin von 2007 Yipsi Moreno aus Kuba, die Weltmeisterin von 2007 und Olympiavierte von 2004 Betty Heidler aus Deutschland, die Chinesin Zhang Wenxiu als jeweils Dritte der Olympischen Spiele von 2004, der Weltmeisterschaften von 2005 und der Weltmeisterschaften von 2007, die französische Vizeweltmeisterin von 2005 Manuela Montebrun sowie die Polin Kamila Skolimowska als Olympiasiegerin von 2000, WM-Fünfte von 2005, EM-Dritte von 2006 und WM-Vierte von 2007.
Das Finale war vor allem vom zweiten Durchgang an von starken Leistungen gekennzeichnet. Bereits in Runde eins erzielte Zhang genau 74 Meter und lag damit auf Platz zwei hinter der gedopten Miankowa. Anschließend verbesserte sich Zhang mit 74,36 m weiter. Doch einige Konkurrentinnen kamen ihr jetzt näher. Moreno gelangen 73,95 m, die gedopte Ptschelnik warf 72,46 m, die Italienerin Clarissa Claretti erzielte 71,33 m, Montebrun kam auf 70,55 m. Im dritten Durchgang verbesserte sich die Polin Anita Wlodarczyk auf 71,56 m und übernahm damit Position fünf. Ptschelnik lag mit nun 72,82 m auf Rang drei. Die Olympiasiegerin von 2000 Kamila Skolimowska schied nach drei ungültigen Versuchen aus. Auch die amtierende Weltmeisterin Betty Heidler konnte sich mit für sie schwachen 70,06 m nicht für das Finale der besten acht Werferinnen qualifizieren. Sie wäre jedoch wie die Russin Jelena Priyma weiter im Wettbewerb geblieben, wenn der Dopingbetrug der beiden im Wettbewerb befindlichen Belarussinnen zu diesem Zeitpunkt bekannt gewesen wäre.
In Runde vier, dem ersten Finaldurchgang der besten Acht, verdrängte Montebrun mit 72,54 m die Polin vom fünften Platz. Auch in der vorletzten Runde gab es wieder zahlreiche Würfe, die deutlich weiter waren als siebzig Meter. Miankowa setzte sich mit ihrer besten Weite von 76,34 m an die Spitze. Dahinter es blieb bei der Reihenfolge Zhang vor Ptschelnik, Moreno, Montebrun, Wlodarczyk und Claretti. Mit ihrem letzten Versuch von 75,20 m gelang Yipsi Moreno schließlich noch der Wurf zu Rang zwei, der ihr acht Jahre später den Olympiasieg einbrachte. Sie verbesserte damit gleichzeitig auch den olympischen Rekord ihrer inzwischen zurückgetretenen Vorgängerin Olga Kusenkowa aus Russland um vierzehn Zentimeter. Silber gewann Zhang Wenxiu, Manuela Montebrun erhielt Bronze. Den vierten Rang belegte Anita Włodarczyk vor Clarissa Claretti. Sechste wurde die Slowakin Martina Hrašnová vor Betty Heidler und Jelena Priyma.
Yipsi Moreno gewann mit ihrer Goldmedaille nach Silber in Athen vor vier Jahren bereits ihre zweite Medaille im Hammerwurf. Es war der erste kubanische Olympiasieg in dieser noch jungen Disziplin.
Die Chinesin Zhang Wenxiu und die Französin Manuela Montebrun errangen die jeweils ersten Medaillen für ihre Länder im Hammerwurf der Frauen.

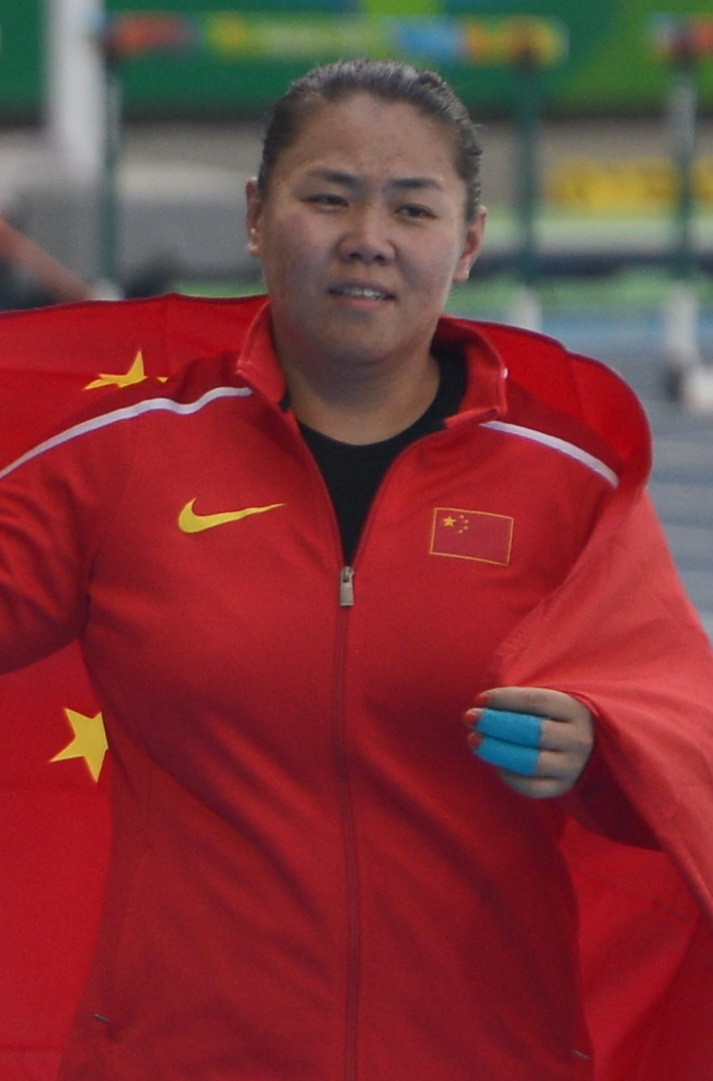
Zhang Wenxiu gewann die Silbermedaille
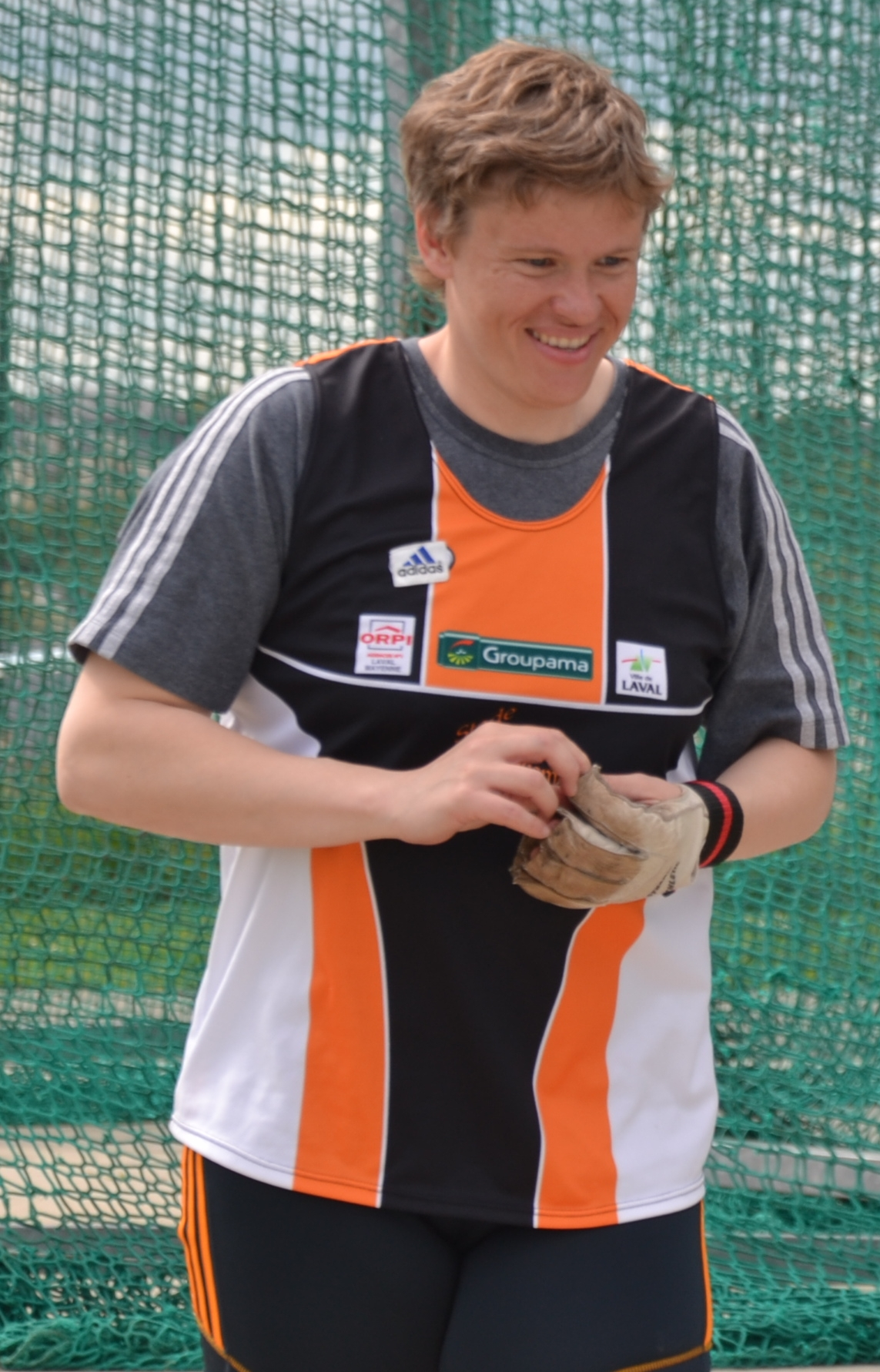
Bronzemedaillengewinnerin Manuela Montebrun
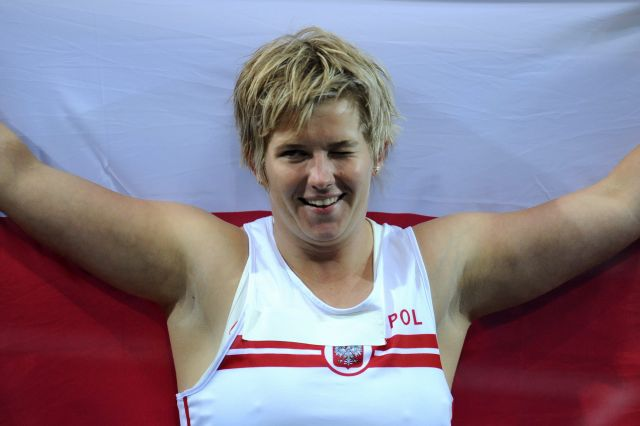
Die Olympiavierte Anita Włodarczyk

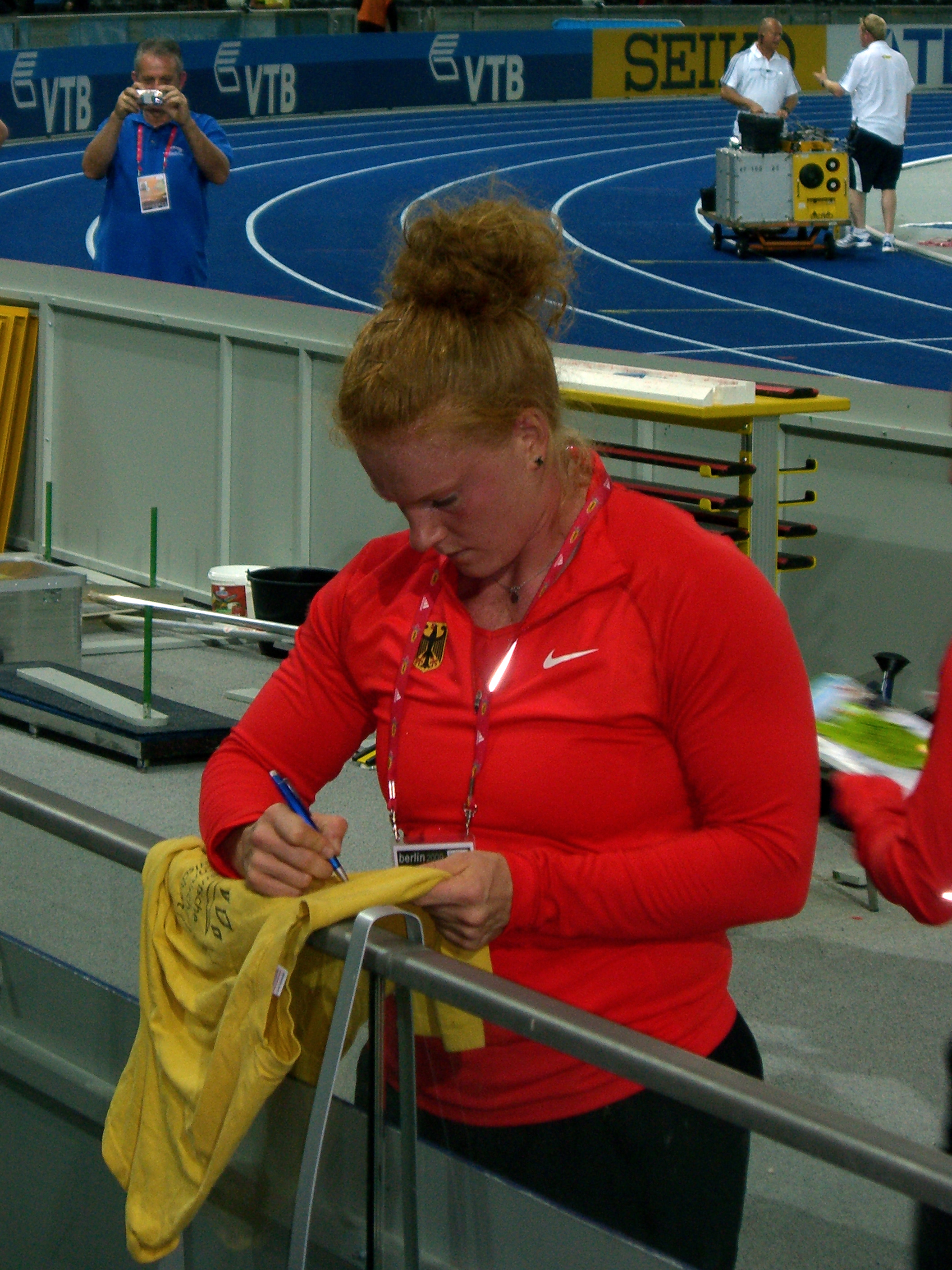
Die amtierende Weltmeisterin Betty Heidler musste sich hier mit Rang sieben zufriedengeben
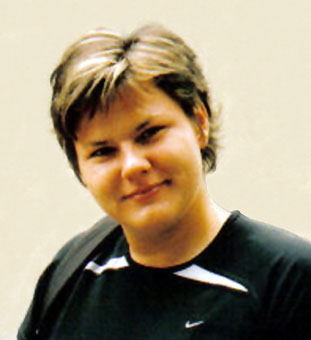
Die Olympiasiegerin von 2000 Kamila Skolimowska beendete ihren Finalwettkampf mit drei ungültigen Versuchen
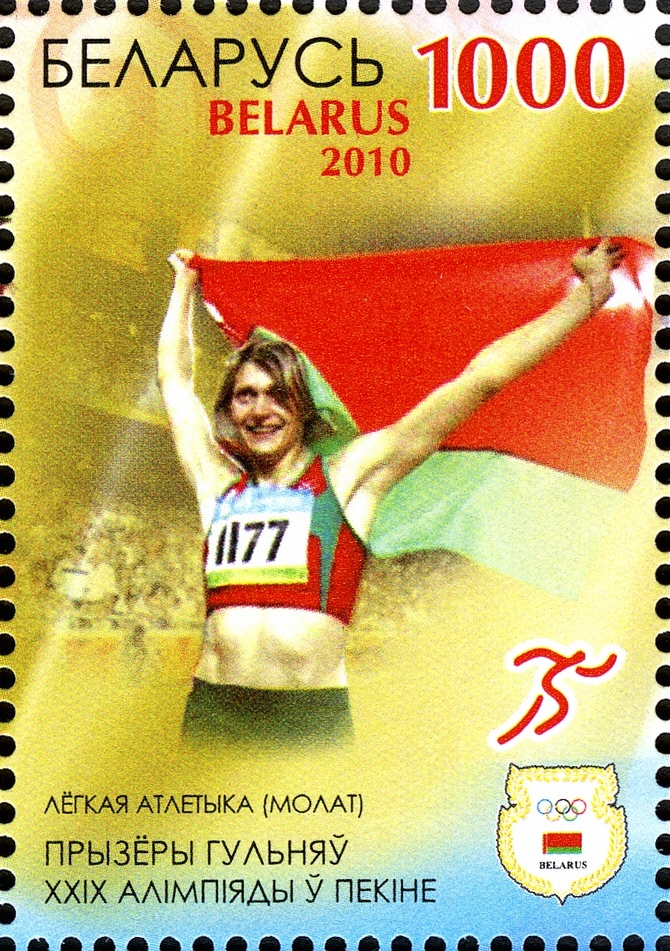
Aksana Mjankowa – gedopt und nach acht Jahren disqualifiziert

## Video
- ATHLETICS HAMMER THROW WOMEN - FINAL, youtube.com, abgerufen am 19. März 2022